# Mas Casanovas
El mas Casanovas era una masia del Baix Guinardó, enderrocada per a la construcció de l'Hospital de la Santa Creu i Sant Pau.

## Història
El 1731, el comerciant Antoni Casanovas i Serra (1690-1791) va adquirir als marmessors del notari Pere Vilaseca una finca de 30 mujades i mitja (aproximadament unes 15 hectàrees), al lloc anomenat Lligalbé del municipi de Sant Martí de Provençals. El preu fou de 2.919 lliures, i la venda incloïa la casa, envoltada per una pallissa, l'era i un celler, el cup, la premsa i altres instruments de pagès, però no el vi que hi havia a les botes. Les terres eren conreades pel masover Joan Baster (o Basté), amb qui Casanovas hauria d'observar els pactes establerts amb l'anterior propietari. La finca, i especialment la masia, es trobava en una situació depauperada a causa del setge de 1713-1714, i el nou propietari va invertir força diners en la seva reconstrucció, i li va afegir una capella, dedicada a Sant Antoni de Pàdua.
Va morir el 1761 i fou succeït pel seu fill Antoni Casanovas i Roig (†1806), que el 1784 fou nomenat cavaller per Carles III. El 1763, dos anys després de la mort del seu pare, va llogar la finca al pagès Josep Calvet per cinc anys. Antoni de Casanovas i Roig es va casar amb Maria Francesca de Girona i Rigalt i tingueren deu fills, cinc nois i cinc noies. El primogènit Antoni de Casanovas i Girona es va casar amb Maria Francesca Pujol i Marc i van tenir cinc fills, el més gran dels quals, Maties de Casanovas i Pujol (1782-1842), seria l'hereu a la mort del seu avi, ja que el seu pare havia mort dotze anys abans, el 1794.
El 1808 es va casar amb Maria Dolors de Bacardí i Cuyàs (germana de Ramon de Bacardí i Cuyàs), que només tenia quinze anys. El matrimoni tingué tres nois (Maties Ramon, Baltasar i Enric) i quatre noies (Antònia, Amàlia, Josepa, Maria Dolors). El 1840, va establir en emfiteusi i per 50 anys quatre peces de terra a diversos pagesos: dues a Esteve i Ramon Simó, de Sarrià; una altra a Josep Samsó, de Sant Andreu de Palomar; i la darrera a Esteve Sunyol, de Sant Martí de Provençals, que a més n'era el masover. El seu fill Maties Ramon de Casanovas i de Bacardí (1820-1847) va continuar la política de dinamització agrària, i així, el 1844, va establir una peça de terra del mas al pagès de Sant Martí de Provençals Josep Vintró, i una altra a Felip Simó, de Sarrià.
Al final de la seva vida, es va unir en matrimoni amb Miquela de Borràs i de Valls (vídua de Joan Anton de Peguera i Baillet, un altre gran propietari d'Horta i Sant Martí), amb qui convisqué gairebé un any sense tenir fills i la va nomenar hereva universal. L'any següent en va fer donació inter vivos a favor del seu cunyat Baltasar de Casanovas i de Bacardí (1824-1892), que es va veure obligat a vendre diverses peces de terra del mas Casanovas, i el 1876, presentà a l'Ajuntament de Sant Martí de Provençals un projecte d'urbanització de la finca.
Baltasar de Casanovas es va casar a Madrid (on residia la parella) amb Gabriela Fernández de Landa i van ser pares d'una filla única, Montserrat de Casanovas i Fernández de Landa (1860-1948), que seria l'hereva. El 1897, aquesta es va adreçar a l'Ajuntament de Barcelona per a modificar el projecte del 1876, la qual cosa va originar un litigi amb el rajoler Eudald Perramon i Aregall, que n'havia arrendant una part de les terres, on tenia una bòbila. El projecte comprenia l'obertura de nou carrers, tres perpendiculars a la Travessera de Gràcia, de 20 m d'amplada: Castillejos, Igualtat (actualment Cartagena) i Dos de Maig (en una petita porció del terreny); i sis d'horitzontals de 10 m  d’amplada: Sant Climent (actualment Rosalia de Castro), Santa Carolina, Lleó XIII (actualment Llorens i Barba),  Mas Casanovas, Fargas i Niça. El 1901, els administradors de l'Hospital de la Santa Creu i Sant Pau compraren tots els solars que quedaven a la dreta del carrer de Cartagena, incloent-hi la masia, que fou enderrocada.

## Descripció
Estava situada aproximadament a l'encreuament del carrer homònim amb el de Cartagena, tocant amb la Ronda del Guinardó, i les seves terres s'estenien fins a la Travessera de Gràcia, que antigament arribava fins l'antiga carretera d’Horta, a tocar de Can Girapells.
Tenia una mina d'aigua visitada pels veïns de la zona per la seva excel·lent qualitat. A finals del segle xix, hi havia unes vinyes, afectades per la fil·loxera el 1881. La part baixa de la finca era dedicada a conreus de secà, sobretot llegums i gra, a més d'arbres fruiters.